# Кармазин (пищевая добавка)
Кармази́н («кармуази́н, азоруби́н») (англ. azorubine, carmoisine; нем. azorubin, фр. Azorubine) — органическое азосоединение с химической формулой С20H12N2Na2O7S2, относящееся к азокрасителям, состоит из двух субъединиц нафталина. Имеет вид красного порошка, легко растворимого в воде. Является пищевой добавкой, относящейся к группе пищевых красителей, в классификации международных пищевых стандартов Кодекс Алиментариус носит название Е122.

## Свойства
Красный порошок или гранулы. Имеет молярную массу 502,43 г/моль, легко растворим в воде. Водный раствор окрашен в красный цвет с максимумом поглощения λmax = 516 нм

## Применение
Разрешён в России (в США и странах Европы в допустимых количествах).
Используется в парфюмерии, кондитерском деле, в частности как краситель (красного цвета) «цветных кусочков» ананасов, в марципановых изделиях и добавках к желе.

## Безопасность
Кармазин не показал никаких мутагенных или канцерогенных свойств в исследованиях на людях и животных. Объединённый экспертный комитет ФАО/ВОЗ по пищевым добавкам (JECFA) установил допустимое суточное поступление (ДСП) в количестве 4 мг/кг массы тела в 1983 году. В редких случаях кармазин может вызывать кожные и респираторные аллергические реакции даже на одобренные Управлением по санитарному надзору и качеством пищевых продуктов (FDA) дозировки.
Нет никаких доказательств, подтверждающих популярное утверждение о том, что пищевые красители, в том числе кармазин вызывают пищевую непереносимость и СДВГ поведение у детей. Возможно, что определённые пищевые красители могут действовать как триггер у тех, кто генетически предрасположен, но доказательства этому слабы.